# Mžany
Mžany (en allemand : Mschan) est une commune du district de Hradec Králové, dans la région de Hradec Králové, en République tchèque. Sa population s'élevait à 412 habitants en 2022.

## Géographie
Mžany se trouve à 9 km au sud-sud-est de Hořice, à 15 km au nord-ouest de Hradec Králové et à 92 km à l'est-nord-est de Prague.
La commune est limitée par Stračov à l'ouest et au nord, par Sadová et Dohalice à l'est, par Mokrovousy au sud, et par Nechanice au sud-ouest.

## Histoire
La première mention écrite de la localité date de 1404.

## Administration
La commune se compose de trois sections :
- Mžany
- Dub
- Stračovská Lhota

## Transports
Par la route, Mžany se trouve à 11 km de Hořice, à 17 km de Hradec Králové et à 118 km de Prague. 